# Рудники (Коломийський район)

## Ру́дники—селоЗаболотівської селищної громадиКоломийського районуІвано-Франківської області. До 2020 року входила доСнятинського району.
Населення становить 1248 осіб.
Село відоме родючими землями. З півдня і заходу його підковою оточує ліс. Чепурні хати розкинулися серед розкішних садів і мальовничих лук.

## Історія

### Стародавні часи
Старожили розповідають, що в давні часи на околиці села були рудничні ями, де витоплювали чавун. Звідси й назва села — Рудники. Надра землі були багаті на різні копалини. Селяни добували вугілля, сіль, займалися ковальством, кушнірством, ткацтвом.
Сакральне городище, що виникло в ранню залізну добу, розташоване на відрогу правого берега р. Рибниці, оточене валом і внутрішнім ровом, перетнуте кількома ровами. На вершині конусоподібного підвищення (6×10 м) збереглися сліди споруди Х-ХІІ ст. — шар завтовшки 40-50 см, що складається із шматків глиняної обмазки з відбитками колод. Підвищення оточене ровом з трьома послідовними прошарками каменів, вугіллям, уламками посуду, розділеними стерильними шарами глини. На терасі вздовж схилу городища стояв довгий будинок (приблизна довжина його 70 м, ширина близько 4 м). Досліджували городище Б. Тимощук та І. Русанова.

### Феодалізм
Перші документальні відомості про Рудники належать до другої половини XV століття. На місці сучасного села існував невеличкий хутір — власність багатіїв братів Петра та Івана Заковських. 27 травня 1465 року вони продали його панові І. Прокоповичу з Гвіздця.
У другій половині XV століття Рудники стають великим населеним пунктом. Селу належало понад 2 тис. моргів сільськогосподарських угідь, 700 моргів лісу, на річці Рибниці працював водяний млин.
1646 року жителі Рудників разом з трудящими інших сіл Снятинського староства відмовилися сплачувати податки, вимагали від магістрату скасувати закони, що передбачали дальше закріпачення селян. Під час визвольної війни українського народу в 1648—1654 pp. багато жителів Рудників приєдналося до повстанського війська на чолі з Семеном Височаном.
Обтяжливими для селян були постої шляхетських військ. Хліборобів примушували постачати жовнірам продукти, коні, сторожити їх. Тим часом війська завдавали мешканцям значної шкоди: грабували, знущалися. Охоплені відчаєм, жителі ховали своє майно від грабіжників. Щоб дізнатися про схованки, жовніри мордували непокірних. 1686 року охоронці Снятинського замку, зв'язавши у Рудниках селян, припікали їх розжареним залізом. Тих, хто відмовлявся сказати, де зберігається зерно та інше майно, навіть вбивали.
Терпіли селяни і від частих нападів татарських орд, які грабували їх, забирали в ясир, а хати спалювали. Особливо великої шкоди завдали татари Рудникам 1678 року. Селянин Мельник намагався врятуватися з родиною. Але шляхтич Каковський, перестрівши його, викинув з воза жінку, дітей і речі, а самого господаря примусив їхати до Гвіздця. Мельник втратив сім'ю; вона була залишена на поталу татарам. Після нападу ординців село довго лишалося згарищем, пусткою. Польські пани, аби врятувати своє життя, силоміць віддавали бусурманам селян, а нерідко й самі грабували їхнє майно.
Найтяжчою серед феодальних повинностей для селян Рудників була панщина. Четвертинники відбували три дні на панщині, а півчетвертинники — півтора дня на тиждень. Крім того, кожне господарство сплачувало різні податки: 2 гроші поденного, десятину від великої рогатої худоби і бджіл, двадцятину — від свиней. Стягали також податки на утримання війська та на інші потреби.
Зневірені злиднями і постійними нестатками, селяни залишали рідні місця, шукаючи кращої долі. Багато їх 1731 року втекло на територію Поділля. Про це свідчать численні реєстри «біглих підданих з Рудників».

## Нові часи
Скасування кріпацтва на тривалий час збереглося в народній пам'яті як значна подія. Починаючи з 1848 року, день 15 травня, а з XX століття — 16 травня селяни Рудників щороку відзначали урочисто. На згадку про кінець жахливого лихоліття в селі було споруджено велику каплицю з кам'яним хрестом. Під хрестом закопали реєстри повинностей, нагаї й батоги, якими карали селян, пляшку з горілкою — як ознаку ганебного середньовічного права феодалів споювати кріпаків. Тоді ж посадили «дерева свободи». Одне з них — липа — збереглося до наших днів.
Але життя трудового люду не поліпшилося й після 1848 року. У поміщика І. Мойси залишилася майже половина орної землі. Селяни мали відробити поміщикові 5265 тяглих і 4658 піших днів, або сплатити за рік 1390 флоринів; позбулися сервітутів. Довелося їм звертатися до урядової комісії, що працювала в Кутах. Після довгої тяганини ця комісія, нарешті, прибула до Рудників. Опитали багатьох селян, і всі вони одностайно підтвердили усно та скріпили акт підписами (поставили хрестики), що пасовище споконвіку належало селянам. Однак скаржники так і не добилися своїх прав. Цісарсько-королівська комісія в акті від 22 червня 1855 року записала, що пасовище є власністю І. Мойси.
Багато селян не знало грамоти. Початкову школу на кошти громади побудували лише 1875 року. Умови навчання були важкі: дітям часто не вистачало книг, зошитів, замість чорнила доводилось користуватися бузиновим соком.
У 1902 році в селі побудовано церкву Покрови Пресвятої Богородиці, яка є Пам'ятник архітектури № 959. належить до ПЦУ настоятель митр. прот. Степан Гуменяк.
В період Другої світової війни та після неї в селі тривала повстанська війна ОУН-УПА.

## Соціальна сфера
- Будинок культури є одним з найкращих в районі.
- Лікарська амбулаторія.[5]

## Населення

### Мова
Розподіл населення за рідною мовою за даними перепису 2001 року:
| Мова       | Кількість | Відсоток |
| ---------- | --------- | -------- |
| українська | 1427      | 99.86%   |
| російська  | 2         | 0.14%    |
| Усього     | 1429      | 100%     |

## Люди
У селі народилися
- Жовтяк Євген Дмитрович (нар. 1961) — український політик. Заступник голови Республіканської платформи. Тричі обирався народним депутатом, головою Київської ОДА.
- Клічак Василь Йосипович (нар. 1957) — український поет, науковець, письменник і журналіст.
- Михайлюк Іван Олексійович (нар. 1949) — український науковець, доктор медичних наук, професор, багатолітній завідувач кафедри в Івано-Франківській медичній академії.
- Петрук Роман Прокопович (нар. 1940) — український художник-кераміст, скульптор.
- Сахро Степан Васильович (1923—2005) — український майстер художньої обробки дерева і педагог.
- Харук Володимир Юрійович (1999—2022) — український військовик, учасник битви за Маріуполь, кавелер ордену За мужність III ступеня.

## Пам’ятки
- На північно-східній околиці села росте 800-річний дуб[7].

## Мікротопоніми
Б
Бі́ля Клу́бу [б’іʹл'а  клуʹбу] — словосп., назва утворена лексикалізацією словосполучення, що складається з прийменника біля та апелятива клуб «культурно-освітня організація при підприємстві або установі, завданням якої є політична й виробнича освіта, підвищення культурного рівня та організація відпочинку» [СУМ, т. 4, с. 190] в Р.в. одн. Вказує на локативний характер.
Бу́ковинка [буʹковинка] Р.в. Буковинки; “велика площа землі, заросла деревами і кущами” [СУМ] ; мікротопонім утворений семантичним способом від прикметника буковий; – невеликий буковий ліс у північно-західній частині села Рудники, на межі с. Іллінці.
Г
Гора́ Макаре́ва [макареʹва] Р.в. Гори Макареви; “значне підвищення над навколишньою місцевістю або серед інших підвищень” [СУМ]; мікротопонім утворений семантичним способом від географічного апелятива й антропоніма, що утворений за допомогою присвійного суфікса -ев-;  – гора, з якої видно все село.
Го́рб [гоʹрбп] Р.в. Горба; “Невелике округле підвищення на площині”[СУМ] – частина села, розташована на великому горбі.
Горі́шній ку́т [гор’іʹшн’іǐ куʹт] Р.в. Горішнього кута; “окрема одиниця, пайка, шматок і т. ін., які відділяються від чогось цілого” [СУМ]; мікротопонім утворений синтаксичним способом прикметника з іменником; – частина села, яка розташована у верхах.
Горі́шній лі́с [гор’іʹшн’іǐ л’іʹс] Р.в. Горішнього ліса; “велика площа землі, заросла деревами і кущами” [СУМ] ; мікротопонім утворений синтаксичним способом прикметника з іменником;  – ліс, розташований у Горішньому куті села на горбах.
Д
Долі́шній ку́т [дол’іʹшн’іǐ куʹт] Р.в. Долішнього кута; “окрема одиниця, пайка, шматок і т. ін., які відділяються від чогось цілого” [СУМ] ; мікротопонім утворений синтаксичним способом прикметника з іменником;  – частина села, яка розташована у видолині.
Дубки́ (урочище) [дубпкиʹ] Р.в. Дубок; мікротопонім утворений семантичним способом від апелятива; – розташовано у Горішньому лісі біля великого дуба.
З
За Кана́лом [за͜  канаʹлом] — ч. с., словосп., назва утворена лексикалізацією словосполучення, що складається з прийменника біля та апелятива канал «наповнене водою штучне річище для судноплавного сполучення між водоймищами, зрошування ґрунтів, осушування боліт, відводу або стоку води» [СУМ, т. 4, с. 86] в О.в. одн. Вказує на локативний характер.
За Лі́сом [за͜  л'іʹсом] — ч. с., словосп., назва утворена лексикалізацією словосполучення, що складається з прийменника біля та апелятива ліс «велика площа землі, заросла деревами і кущами» [СУМ, т. 4, с. 552] в О.в. одн. Вказує на локативний характер.
За Ріко́в [за͜   р'ікоʹў] — ч. с., словосп., назва утворена лексикалізацією словосполучення, що складається з прийменника біля та апелятива ріка «водний потік, що живиться із джерела або стоком атмосферних опадів і тече по видовжених зниженнях рельєфу від верхів'я до гирла» [СУМ, т. 8, с. 574] в О.в. одн. Вказує на локативний характер.
Зарі́цкий лі́с [зар′іʹц′киǐ л’іʹс] Р.в. Заріцкого лісу; “велика площа землі, заросла деревами і кущами” [СУМ]; мікротопонім утворений синтаксичним способом прикметника з іменником; – невеличкий ліс, розташований за річкою Рибницею.
Зарі́нки [зар’іʹнки] Р.в. Зарінок; Мікротопонім утворений синтаксичним способом від прийменникової сполуки (за рікою);  – галявина, де пасуть корів, розташована біля р. Рибниця.
К
Коло Це́ркви [коуло͜  цеʹркви] — ч. с., словосп., назва утворена лексикалізацією словосполучення, що складається з прийменника коло та апелятива церква «будівля, в якій відбувається християнське богослужіння» [СУМ, т. 11, с. 202] в Р.в. одн. Вказує на локативний характер.
Коло Шко́ли [коуло͜ шкоʹли] — ч. с., словосп., назва утворена лексикалізацією словосполучення, що складається з прийменника коло та апелятива школа «навчальний заклад, який здійснює загальну освіту і виховання молодого покоління» [СУМ, т. 11, с. 480] в Р.в. одн. Вказує на локативний характер.
Ко́ло Млина́ [коʹло млина́ ] — Р.в. Млина́; «споруда, що розмелює зерно на борошно за допомогою вітряної, водяної, парової та ін. енергії». [СУМ, т. 4, с. 764]. Вказаний онім виявлений у прийменниковій конструкції Ко́ло Млина́ (місц.). Локатив вказує на місцевість, де колись був млин.
Ко́пана  Гора́ [коʹпана гораʹ] Р.в. Копаної Гори “значне підвищення над навколишньою місцевістю або серед інших підвищень” [СУМ]; мікротопонім утворений семантичним способом від дієслова копати; – гора покрита лісом, де були копані льохи та залізна брама.
Коробі́н [короб’іʹн] Р.в. Коробіна; – крайня частина села, походження назви невідомо.
Клебині́я [клеибин’іʹйа] Р.в. Клебинії; мікротопонім утворений семантичним способом від апелятива (калабаня);   – частина села, яка колись була болотиста.
Л
Лу́г на кнєжско́му  [луг на кнешскоʹму] Р.в. Лугу; мікротопонім утворений синтаксичним способом іменника з прикметником (ойконімом); – луг, який розташований біля сусіднього села Княже.
М
Магази́н «Нови́й» [новиʹǐ] Р.в. Магази́ну; «приміщення для роздрібної торгівлі; крамниця». [СУМ, т. 4, с. 589]  - магазин, який недавно відкрили у селі.
Магази́н «У це́нтрі» [у цеʹнтр’і] Р.в. Магази́ну; «приміщення для роздрібної торгівлі; крамниця». [СУМ, т. 4, с. 589] - магазин розташований у центрі села.
Н
На бавка́х [на бавукаʹх] Р.в. Бавок; - місце під лісом, де проводиться Хресна хода у Великодній піст, походження назви невідомо.
На По́ле [на по́ле] — Р.в. По́ля; «безліса рівнина, рівний великий простір». [СУМ, т. 7,  с. 61]. На По́ле (д.) ; мікротопонім утворений синтаксичним способом від іменника та прийменника на, що вказував на місце, де розташований об'єкт; – ймовірно, дорога, яка веде на город мешканців.
Нови́й Цви́нтар [ноувиʹǐ   цвиʹнтар] — Р. в. Нового Цвинтаря, цв., словосп., назва утворена лексикалізацією словосполучення, що складається з прикметника новий та іменника цвинтар «місце, відведене для поховання померлих; кладовище» [СУМ, т. 11, с. 185]. Вказує на ознаку та тип об’єкта.
П
Під Ду́бом [п’ідт дуʹбом] — Р.в. Ду́ба; «багаторічне листяне дерево з міцною деревиною та плодами — жолудями». [ СУМ, т. 2, с. 428]. Вказаний онім виявлений у прийменниковій конструкції Під Ду́бом (крин.). Локатив акцентує на важливості цієї рослини в номінуванні мікропростору, адже у досліджуваному населеному пункті так називають галявину, розташовану у Горішньому лісі біля старого дуба на сході.
С
Со́лище (урочище) [соʹлишче] Р.в. Солища; мікротопонім утворився
морфолого-синтаксичним способом від субстантивованого оніма; – знаходиться на правому березі р. Рибниці на узліссі Заріцького [За|р′іц′кого] лісу, місце де колись видобували сіль.
Стари́й Цви́нтар [стариʹǐ   цвиʹнтар] — Р. в. Старого Цвинтаря, цв., словосп., назва утворена лексикалізацією словосполучення, що складається з прикметника старий та іменника цвинтар «місце, відведене для поховання померлих; кладовище» [СУМ, т. 11, с. 185]. Вказує на ознаку та тип об’єкта.
Т
Толо́ка [тоулоʹка] — Р. в. Толоки, п., назва утворена семантичним способом від апелятива толока «залишене під пар поле, що служить пасовищем для худоби» [СУМ, т. 10, с. 180]. Вказує на характер рельєфу. У Рудниках — поле, де випасають худобу.
У
У пото́ці [у потоʹц’і] Р.в. Потока; “потік - річка (перев. невелика), струмок із стрімкою течією” [СУМ]; мікротопонім утворений синтаксичним способом від іменника та прийменника у, що вказував на місце, де розташований об'єкт;  – частина села, розташована біля маленького потічку.
Ч
Че́рез Кла́дку [чеʹрез клаʹдку] — Р.в. Кла́дки; «дошка або колода, покладена через річку, струмок, болото для переходу» [ СУМ, т. 4, с. 172]; мікротопонім утворений синтаксичним способом від іменника та прийменника через, що вказував на місце, де розташований об'єкт; – перехід на іншу частину села.
Ц
Це́нтр [цеʹнтр] — Р.в. Це́нтру; «середина, середня частина чого-небудь». [СУМ, т. 11, с.197]. Це́нтр (ч.с.) – центральна частина села Рудники.
Я
Яр у Лі́сі [у‿л′іс′і] – Р.в. Яру; «велика площа, заросла перев. деревами й кущами» [СУМ, том 4, ст. 522]. Мікротопонім утворений синтаксичним способом від прийменникової сполуки. У Лісі (яр) – яр, що розташований у лісі.